# Alberuela de Tubo
Alberuela de Tubo è un comune spagnolo di 364 abitanti situato nella comunità autonoma dell'Aragona.